# Bahnhof München Ost
Der Bahnhof München Ost der Deutschen Bahn im Münchener Stadtteil Haidhausen ist ein bedeutender Umsteigepunkt für den Nah- und Fernverkehr. Der Durchgangsbahnhof mit 12 Bahnsteiggleisen gehört zu den 21 Bahnhöfen der Preisklasse 1 von DB InfraGO und ist damit zusammen mit dem Hauptbahnhof einer der zwei Münchner Bahnhöfe dieser Klasse.
Die Station wurde 1871 als Bahnhof Haidhausen für die beiden neuen Bahnstrecken nach Simbach und Rosenheim eröffnet. Heute ist er neben dem Münchner Hauptbahnhof und dem Bahnhof Pasing einer von drei Fernbahnhöfen der bayerischen Landeshauptstadt. In den Fahrplänen des Nahverkehrs wird er als Ostbahnhof geführt.
Am Orleansplatz vor dem Bahnhof (Nordwestseite) kann zum innerstädtischen Verkehr der MVG in Busse oder die Straßenbahn umgestiegen werden. Unter dem Platz liegt der U-Bahnhof der Linie U5. Die drei Verkehrsmittel sind zusammen mit der S-Bahn in den Münchner Verkehrs- und Tarifverbund (MVV) integriert. Weitere Stadtbuslinien halten an der südöstlichen Seite des Ostbahnhofs an der Friedenstraße.
Der Bahnhof zählte 2019 täglich im Durchschnitt 174.000 Reisende und Besucher.

## Geschichte

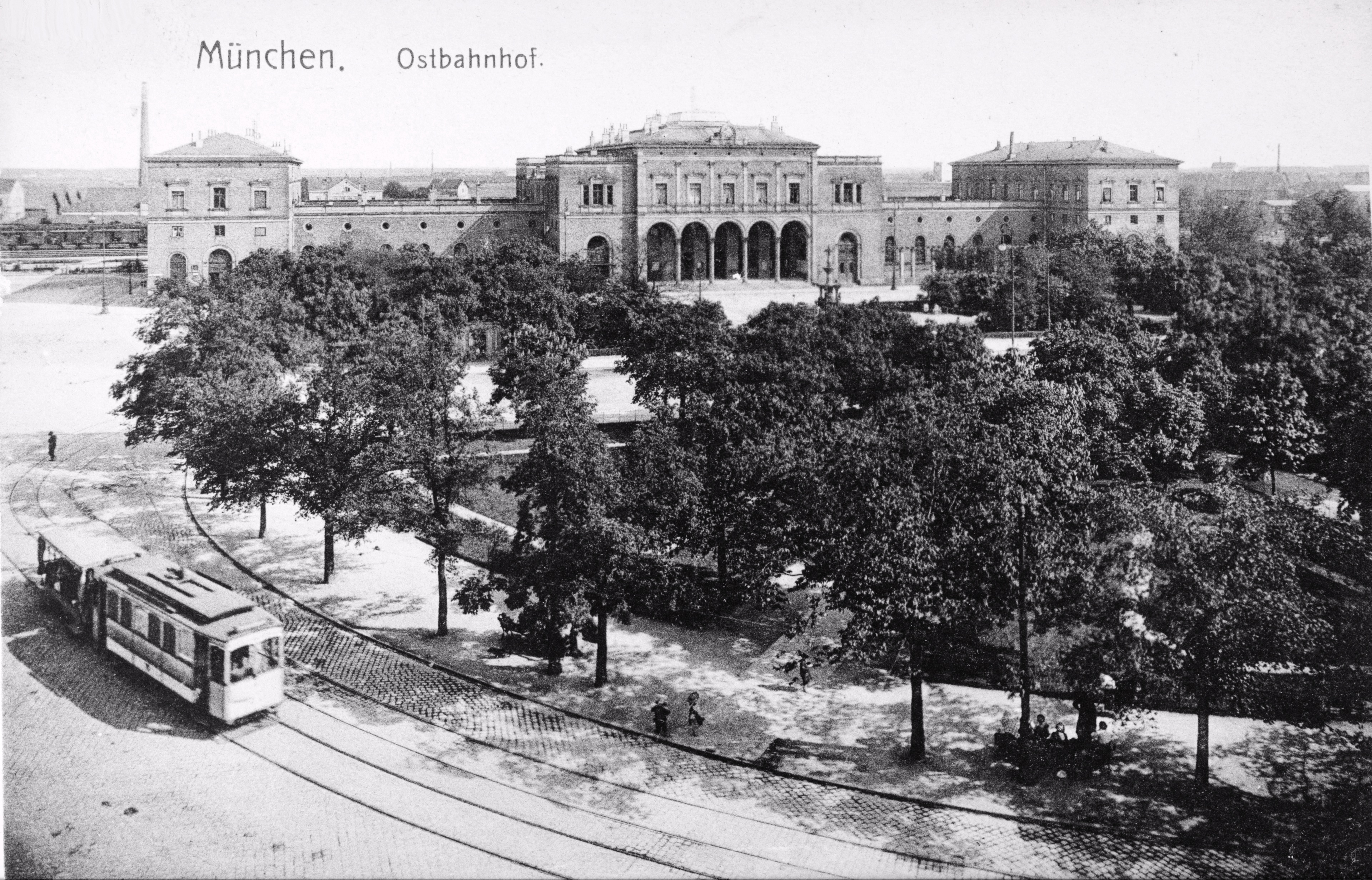
Ostbahnhof mit Orleansplatz im Jahr 1910

Die Königlich Bayerischen Staatseisenbahnen nahmen den Bahnhof am 15. März 1871 unter dem Namen Haidhausen mit der Hauptbahn vom Bahnhof München (heute München Hbf) über Grafing nach Rosenheim in Betrieb. Der Bahnhof erhielt ein repräsentatives Empfangsgebäude im Stil der Neorenaissance mit Gusseisensäulen im Innern und Rundbögen am Eingang, das vom Architekten Friedrich Bürklein entworfen wurde. Auf dem Bahnhofsvorplatz wurde ein prächtiger Brunnen errichtet, der inzwischen auf dem Weißenburger Platz steht. Am 1. Mai 1871 ging die Hauptbahn von Haidhausen nach Neuötting in Betrieb; damit wurde Haidhausen zum Trennungsbahnhof.
Zum 15. Oktober 1876 benannten die Bayerischen Staatseisenbahnen den Bahnhof Haidhausen in München Ostbahnhof um. Dieser Name wurde zum 1. Mai 1911 zu München Ost verkürzt. 1880 begann der Bau eines Zentralstellwerkes. 1898 entstand die Strecke nach Deisenhofen über Giesing, 1909 eine Verbindung nach Ismaning und München-Schwabing. Letztere wurde 1927 zusammen mit der Verbindung München–Rosenheim als erste den Ostbahnhof berührende Strecke elektrifiziert.
Von 1912 bis 1924 entstand östlich des Personenbahnhofs der neue Rangierbahnhof München Ost. Gemeinsam mit dem Rangierbahnhof wurde 1924 das neue Bahnbetriebswerk München Ost eröffnet, das die bisherigen Betriebswerksanlagen am Personenbahnhof ersetzte.
Am 24. Mai 1926 hielt – aus Berchtesgaden kommend – gegen 22:30 Uhr der Personenzug 820 vor dem geschlossenen Einfahrsignal in den Bahnhof. Das ihn deckende Signal zeigte aufgrund eines mechanischen Fehlers „Fahrt frei“, obwohl es seitens des Stellwerks auf „Halt“ gestellt worden war. 30 Menschen verloren ihr Leben, als der Zug 814 auf den stehenden Zug auffuhr.
Bei den Luftangriffen auf München wurde der Bahnhof im April 1944 zerstört und nur teilweise wiederhergestellt. 1952 begann die Errichtung einer provisorischen Schalterhalle. Am 22. Juni 1959 wurde die Autoreisezug-Verladeanlage in Dienst gestellt.

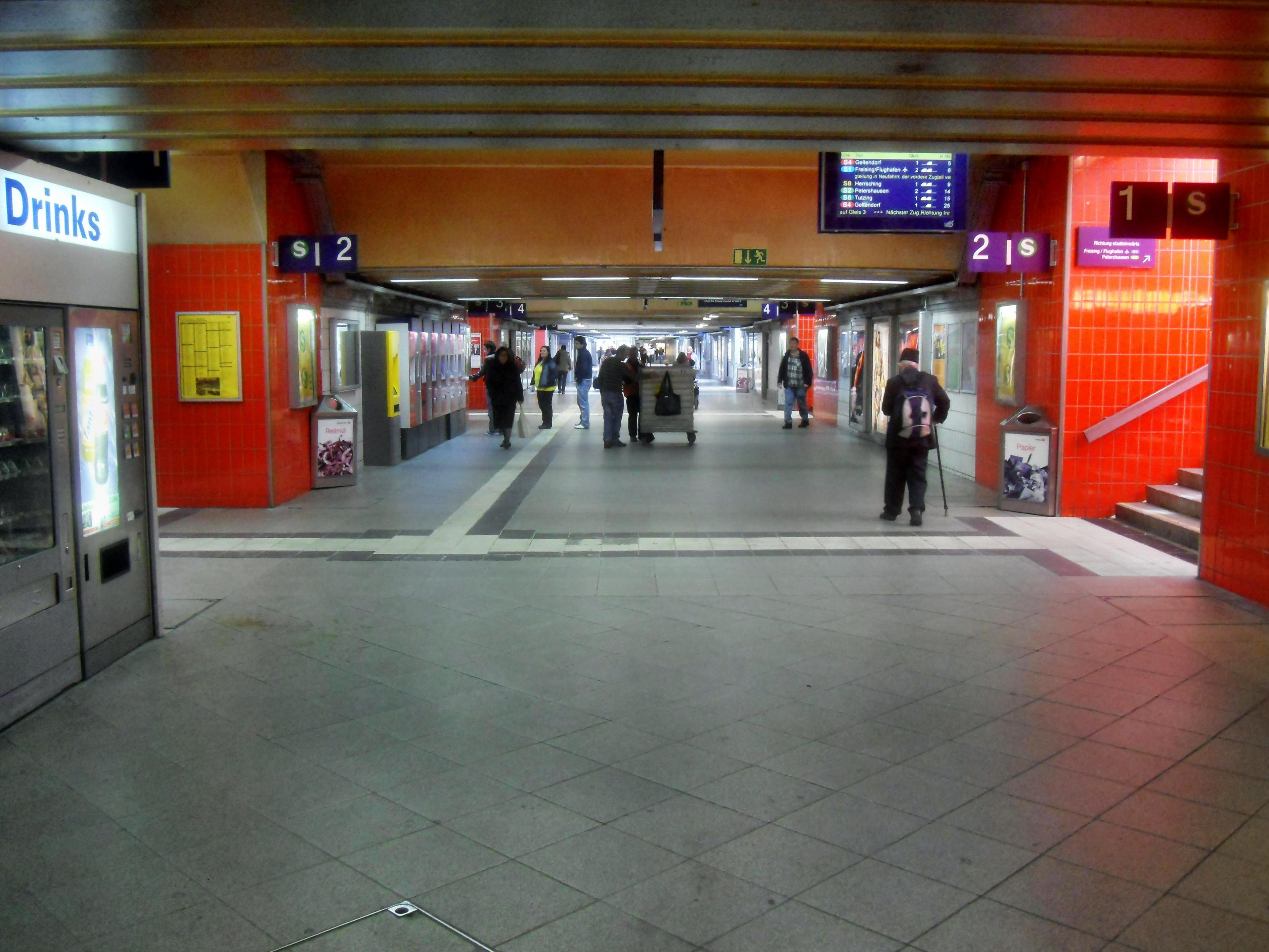
Personentunnel des Bahnhofs München Ost im Jahr 2010

1971 ging ein Gleisbildstellwerk (Typ SpDrS60) in Betrieb. Im Mai 1972 wurde das S-Bahn-Netz mit der zentralen hier einmündenden Stammstrecke in Betrieb genommen. 1985 wurde das heutige Empfangsgebäude eröffnet, 1999 das Reisezentrum neu gestaltet. Im Sommer und Herbst 2008 wurden die Fassaden des Hauptgebäudes sowie des angrenzenden Postgebäudes saniert.
Die Variante A des Projekts München 21 sah die Einbindung eines viergleisigen Tunnels vom Hauptbahnhof in den Westkopf des Ostbahnhofs vor. Bei dieser Lösung wären maximal zehn Bahnsteiggleise (zuzüglich S-Bahn) am Ostbahnhof erforderlich gewesen. Im Rahmen der Alternative B sollte ein zweigleisiger Tunnel zwischen Haupt- und Ostbahnhof entstehen, ohne wesentliche Veränderungen am Bahnsteigbereich. Beide Tunnel wären von Fern- und Regionalzügen befahren worden.
Vom 30. August 2004 bis Juni 2025 stellte ein abgesetztes Elektronisches Stellwerk (ESTW-A) die Gleise 4 und 5 des Bahnhofs. Das Gleis 5 ist mit Linienförmiger Zugbeeinflussung und Hochleistungsblock mit Blockkennzeichen im Bahnsteigbereich ausgerüstet, um dichte Zugfolgen von der Stammstrecke zu ermöglichen.
Im Zuge der Zweiten Stammstrecke soll ein unterirdischer Haltepunkt am Ostbahnhof entstehen. Der Mittelbahnsteig an den beiden Tunnelgleisen wird in einer Tiefe von 16 Metern unter der Friedensstraße unmittelbar südöstlich der bestehenden oberirdischen Gleisanlagen errichtet. Um Platz für diese Station zu machen, nahm die Deutsche Bahn als Ersatz für die Autoreisezuganlage München Ost am 31. März 2025 die Autoreisezuganlage München Süd in Betrieb.
Hinter dem Ostbahnhof (südöstlich) befanden sich bis 2016 der Kunstpark Ost bzw. die Kultfabrik und die Optimolwerke, seitdem entsteht hier das Werksviertel.

### Stellwerksneubau

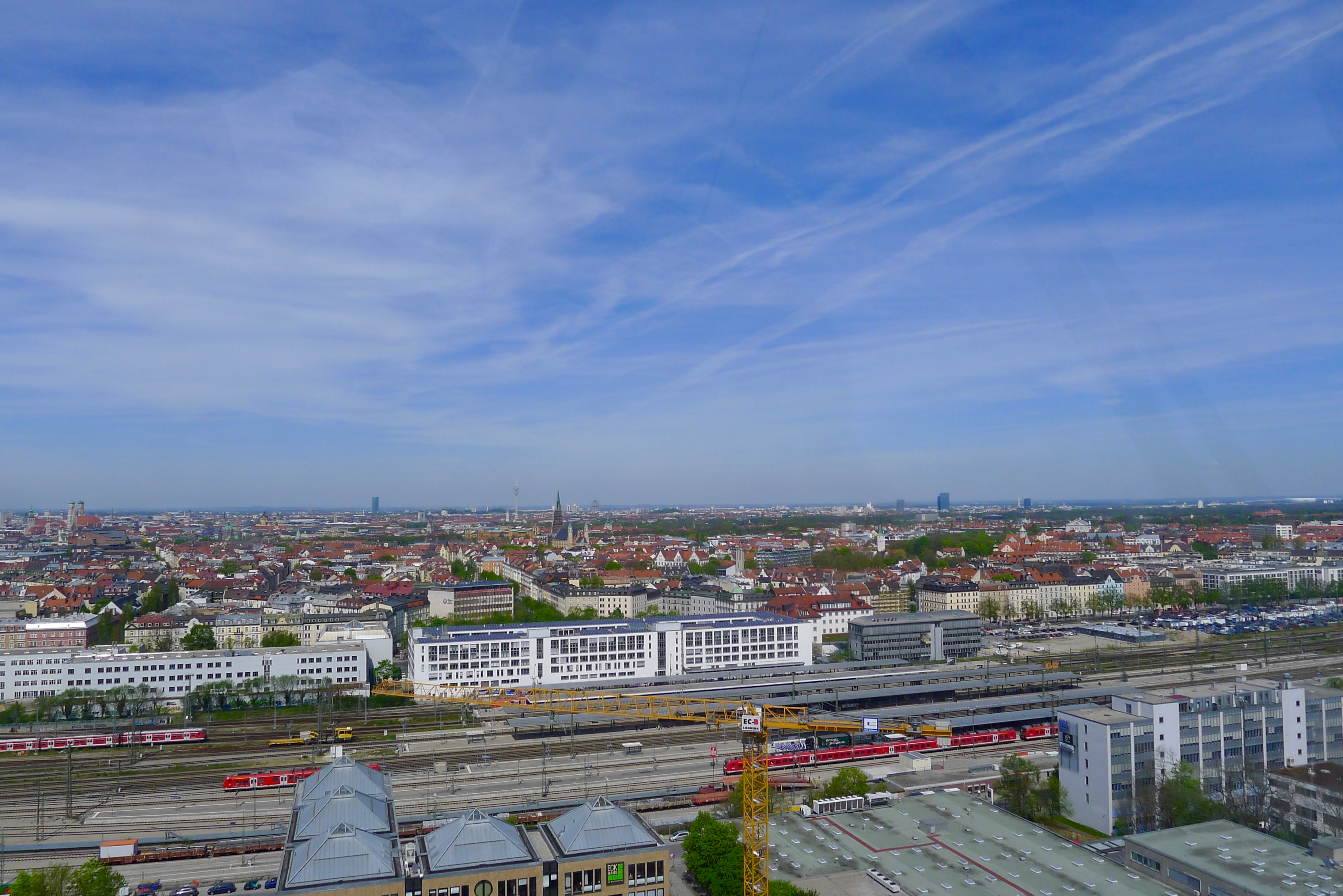
Blick von Südosten auf den Ostbahnhof und auf die Gleise (2019)

Umbauten am Ostbahnhof sind Bestandteil des am 30. Mai 2006 erlassenen Planfeststellungsbeschlusses für den Abschnitt 3 A der zweiten Stammstrecke. Im Zuge der Einführung des 10-Minuten-Taktes notwendige Spurplanveränderungen zwischen Ostbahnhof und Leuchtenbergring wurden bei dieser Planung berücksichtigt, um Spurplanveränderungen zu vermeiden. Ein Großteil der für die Einbindung der zweiten Stammstrecke nötigen Umbauten konzentriert sich jedoch auf den Bahnhofsteil Leuchtenbergring, wo die Gleise an die Oberfläche geführt werden und u. a. eine Verschiebung des bisherigen Bahnsteigs B (Gleise 3 und 4) an eine südlichere Lage mit neuen, am Leuchtenbergring bisher nicht vorhandenen Bahnsteiggleisen 5 und 6 vorgesehen ist.
Parallel dazu wird der Stellbereich S-Bahn des bestehenden Gleisbildstellwerks, der die Bahnhofsteile München Ost S-Bahn (wozu die Bahnsteiggleise 4 und 5 heute nicht zählen), München Leuchtenbergring und München Berg am Laim umfasst, durch ein neues elektronisches Stellwerk ersetzt. Bau und Inbetriebnahme dieses Stellwerks wurden mehrfach verzögert: Die Bauarbeiten starteten im Oktober 2021, die Hauptbaumaßnahmen im Januar 2022. Eine erste Teilinbetriebnahme 1, für die Gleise 1 bis 5 (der S-Bahn), war bei Baubeginn für Mitte 2023 geplant. Im Mai 2023 wurde die Verzögerung auf August 2024 bekannt. Im März 2024 gab die DB eine weitere Verzögerung, bis Sommer 2025, bekannt und begründete dies mit einem erst spät erkannten „bauliche[n] Umsetzungsproblem für die hochkomplexe Stellwerksanlage“. Im November 2024 begannen Abnahmetests. Die Inbetriebnahme der Stellwerke München Ost S-Bahn und München Leuchtenbergring wurde in der Zeit vom 6. bis 13. Juni 2025 durchgeführt, wobei der Betrieb anschließend bis 18. Juni 2025 hochgelaufen ist. Mit der Inbetriebnahme wurde die Betriebsstelle München Ost Pbf aufgeteilt in die Bahnhofsteile München Ost Pbf Fernbahn und München Ost Pbf S-Bahn. Die Inbetriebnahme erfolgte zunächst ohne LZB in München Ost, womit der Hochleistungsblock für in das Gleis 5 einfahrende S-Bahnen nicht nutzbar ist.
Weitere Ausbaustufen dieses Stellwerks umfassen die Anbindung der zweiten Stammstrecke sowie 2029 mit Einbindung der Fernbahngleise und des Bahnhofsteil Giesing die vollständige Ablösung des Gleisbildstellwerks.

## Gleisanlagen

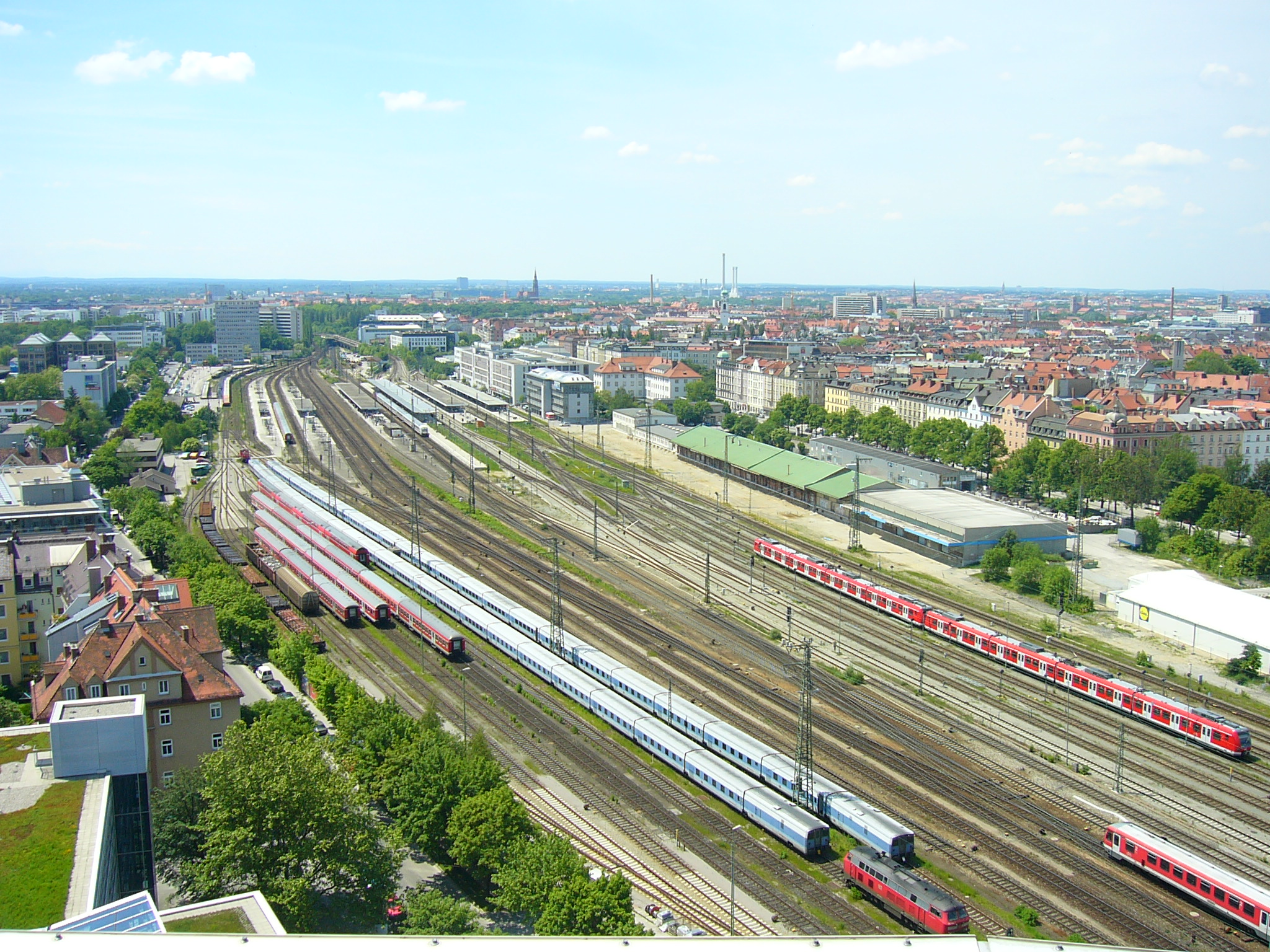
Blick vom Technischen Rathaus nach Südwest auf die Bahnanlagen

Insgesamt liegen im Personenbahnhof 17 Gleise. Die Gleise 1 bis 5 sind dem S-Bahn-Verkehr vorbehalten und trugen bis 2023 die Beschilderung Ostbahnhof, die Gleise 6 bis 8 und 11 bis 14 sind für den Nah- und Fernverkehr und werden als München Ost ausgewiesen. Seit 2023 sind alle Gleise einheitlich mit München Ost beschildert. Die Gleise 9, 10 und 15 sind für durchfahrende Züge reserviert und haben keinen Bahnsteig. An den Gleisen 16 und 17 befinden sich Verladeeinrichtungen für Autoreisezüge, die hier auch abgestellt und gereinigt werden. Von München Ost aus starten die Nachtzuglinien in Richtung Berlin und Hamburg.
| Gleis Nr. | Linien                       | Richtung                                                                                             |
| --------- | ---------------------------- | --- |
| 1         | S4 · S6 · S8                 | Stadteinwärts (1. Stammstrecke) – Geltendorf – Tutzing – Herrsching                                  |
| 2         | S1 · S2                      | Stadteinwärts (1. Stammstrecke) – Freising / Flughafen München – Petershausen / Altomünster          |
| 3         | S3 · S5                      | Stadteinwärts (1. Stammstrecke) – Mammendorf – Pasing                                                |
| 4         | S3 · S5                      | Stadtauswärts (Linksverkehr bis Bahnhof München-Giesing) – Holzkirchen – Kreuzstraße                 |
| 5         | S2 · S2 · S4 · S6 · S8       | Stadtauswärts – Leuchtenbergring – Erding – Trudering – Ebersberg – Flughafen München                |
| 6         | Regionalzüge und Fernverkehr | Stadteinwärts – München Hbf                                                                          |
| 7         | Regionalzüge und Fernverkehr | – München Hbf (Mo–Fr) – München Hbf – Wasserburg (Inn) Bahnhof (Mo–Fr)                               |
| 8         | Regionalzüge und Fernverkehr | Stadtauswärts Richtung Rosenheim – Salzburg Hbf – Kufstein                                           |
| 9         | Kein Bahnsteig vorhanden     | |
| 10        | Kein Bahnsteig vorhanden     | |
| 11        | Regional- und Sonderzüge     | – Simbach (Inn) oder München Hbf (Mo–Fr) – Mühldorf (Obb.) oder München Hbf – Endhaltestelle (Mo–Fr) |
| 12        | Regional- und Sonderzüge     | – Simbach (Inn) oder München Hbf (Mo–Fr) – Mühldorf (Obb.) oder München Hbf – Endhaltestelle (Mo–Fr) |
| 13        | Ausweichgleis bei Störungen  | |
| 14        | Ausweichgleis bei Störungen  | |
| 15        | Kein Bahnsteig vorhanden     | |
| 16        | Autozüge                     | |
| 17        | Autozüge                     | |

## Verkehr

### Fernverkehr

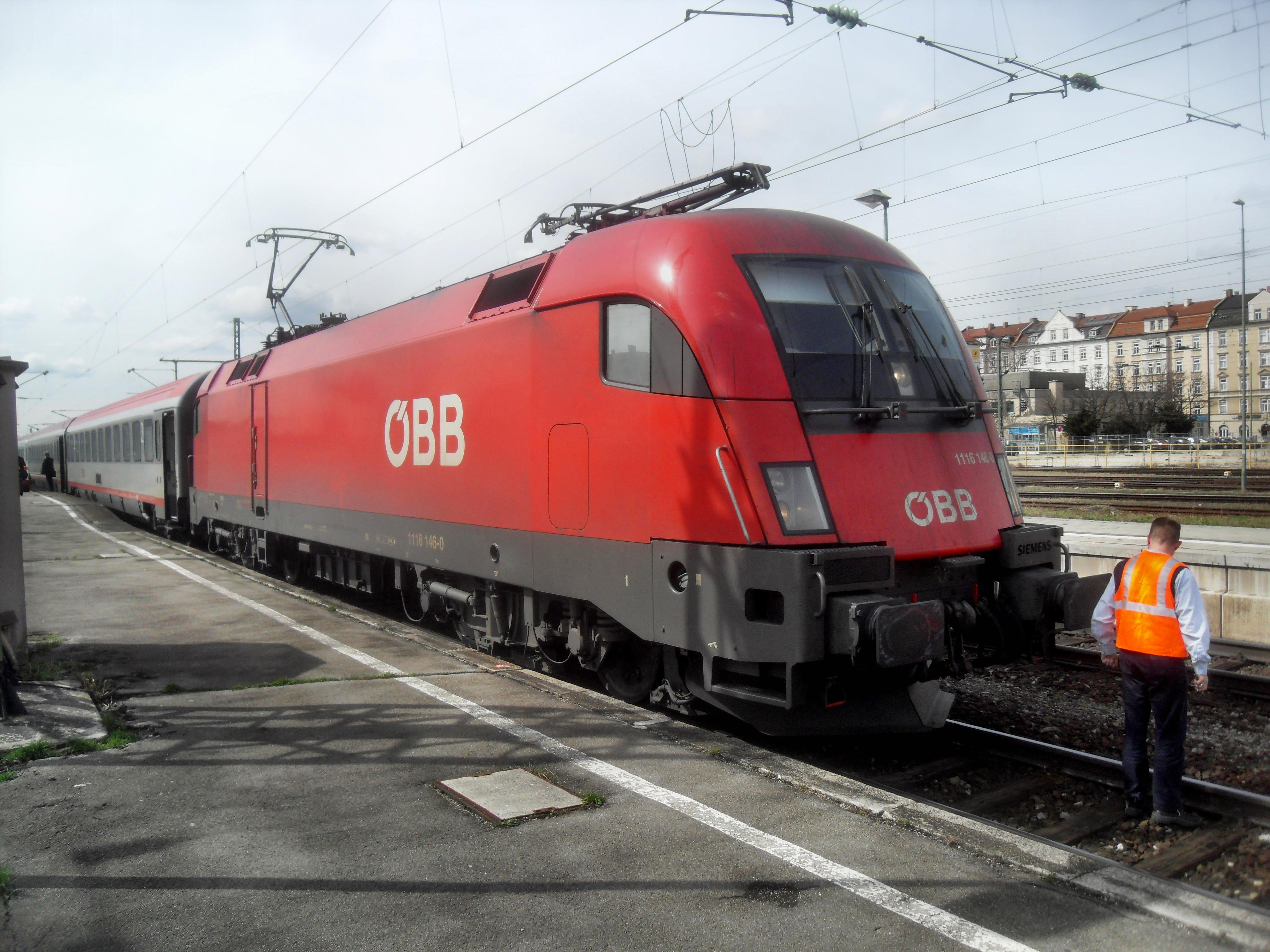
EuroCity mit Elektrolokomotive der ÖBB-Baureihe 1116 im Bahnhof München Ost auf dem Weg nach Klagenfurt am Wörthersee in Österreich

Es verkehren hauptsächlich EC/IC-Züge aus und in Richtung Salzburg bzw. Innsbruck sowie Italien, in der Regel zur Weiterfahrt über München Hbf nach Frankfurt am Main. Außerdem halten einzelne Railjet-Züge in Richtung Wien. Darüber hinaus verkehrt täglich jeweils ein Nachtzug nach Berlin und Hamburg sowie saisonal ein Autozug nach Hamburg.
Folgende Fernverkehrslinien verkehren im Münchner Ostbahnhof:
| Linie        | Strecke | Strecke | Takt           |
| ------------ | --- | --- | -------------- |
| IC 24        | Königssee: Hamburg-Altona – Hannover – Göttingen – Kassel-Wilhelmshöhe – Würzburg – Augsburg – München Ost – Freilassing – Berchtesgaden                                                            | Königssee: Hamburg-Altona – Hannover – Göttingen – Kassel-Wilhelmshöhe – Würzburg – Augsburg – München Ost – Freilassing – Berchtesgaden                                                            | ein Zugpaar    |
| EC 32        | Wörthersee: (Münster (Westf) –) Dortmund – Essen – Düsseldorf – Köln – Koblenz – Frankfurt – Mannheim – Heidelberg – Stuttgart – Ulm – Augsburg – München Hbf – München Ost – Salzburg – Klagenfurt | Wörthersee: (Münster (Westf) –) Dortmund – Essen – Düsseldorf – Köln – Koblenz – Frankfurt – Mannheim – Heidelberg – Stuttgart – Ulm – Augsburg – München Hbf – München Ost – Salzburg – Klagenfurt | ein Zugpaar    |
| IC 60        | Karlsruhe – Stuttgart – Ulm – Augsburg – München Hbf – München Ost – Salzburg | Karlsruhe – Stuttgart – Ulm – Augsburg – München Hbf – München Ost – Salzburg | ein Zugpaar    |
| ICE/RJ/EC 62 | Frankfurt – Heidelberg – | Stuttgart – Ulm – Augsburg – München Hbf – München Ost – Salzburg (– Klagenfurt / Graz) | 2-Stunden-Takt |
| ICE/RJ/EC 62 | Saarbrücken – Mannheim – | Stuttgart – Ulm – Augsburg – München Hbf – München Ost – Salzburg (– Klagenfurt / Graz) | 2-Stunden-Takt |
| RJ/EC 89     | München Hbf – München Ost – Kufstein – Innsbruck (– Bozen – Verona – Venedig / Bologna) | München Hbf – München Ost – Kufstein – Innsbruck (– Bozen – Verona – Venedig / Bologna) | 2-Stunden-Takt |
| WB           | München Hbf – München Ost – Salzburg – Linz – Wien Westbahnhof | München Hbf – München Ost – Salzburg – Linz – Wien Westbahnhof | 6 Zugpaare     |

#### Nachtverkehr
Mit dem Fahrplanwechsel im Dezember 2022 startet bzw. endet die Nachtzuglinie München – Venedig statt im Münchner Hauptbahnhof bereits in Stuttgart und führt im Allgemeinen Kurswagen nach Zagreb, Rijeka und Budapest. Seither entfällt der Knotenpunkt dieser Verbindung und lässt den Ostbahnhof neben Augsburg zum wichtigeren bayrischen Umsteigepunkt dieser vier Zugteile werden. Das zweite Nachtzugangebot, der bereits bestehenden Nachtverbindung von Innsbruck nach Hamburg bzw. Amsterdam bleibt unverändert bestehen. Die dritte Verbindung der ÖBB Nightjet von München nach Mailand wird zukünftig weiter nach La Spezia geführt. Hier werden die Nachtzüge aufgelistet mit Halt im Ostbahnhof (Stand Dezember 2022):
| Nummer                                                    | Zugname | Zuglauf                                                  | Zuglauf                      | Betreiber    |
| --------------------------------------------------------- | ------- | -------------------------------------------------------- | ---------------------------- | ------------ |
| NJ 40295                                                  |         | München – München Ost – Rosenheim – Salzburg – Villach – | Verona – Mailand – La Spezia | ÖBB Nightjet |
| NJ 295                                                    |         | München – München Ost – Rosenheim – Salzburg – Villach – | Bologna – Florenz – Rom      | ÖBB Nightjet |
| Diese täglichen Zugteile werden in Villach (AT) getrennt. |         |                                                          |                              |              |

| Nummer                                                                                                  | Zugname     | Zuglauf                                | Zuglauf                                | Zuglauf                                | Zuglauf                            | Betreiber    |
| --- | ----------- | -------------------------------------- | -------------------------------------- | -------------------------------------- | ---------------------------------- | ------------ |
| EN 50462 EN 50237                                                                                       | Kálmán Imre | Budapest-Keleti – Győr – Wien – Linz – | Budapest-Keleti – Győr – Wien – Linz – | Budapest-Keleti – Győr – Wien – Linz – | Salzburg – München Ost – Stuttgart | MÁV          |
| NJ 236 NJ 237                                                                                           |             | Venedig – Udine –                      | Venedig – Udine –                      | Villach –                              | Salzburg – München Ost – Stuttgart | ÖBB Nightjet |
| EN 480 EN 60237                                                                                         | Opatija     | Rijeka –                               | Ljubljana –                            | Villach –                              | Salzburg – München Ost – Stuttgart | HŽPP         |
| EN 414 EN 40237                                                                                         | Lisinski    | Zagreb –                               | Ljubljana –                            | Villach –                              | Salzburg – München Ost – Stuttgart | HŽPP         |
| Diese täglichen Zugteile werden in Österreich zusammengeführt und verkehren bis/ab Stuttgart vereinigt. |             |                                        |                                        |                                        |                                    |              |

### Regionalverkehr
Auf der Bahnstrecke München–Simbach verkehren im Stundentakt Regionalbahnen der Südostbayernbahn zwischen München Hbf und Mühldorf. In der Hauptverkehrszeit stellen zusätzliche Verstärkerzüge zwischen München Ost und Mühldorf einen Halbstundentakt her. Des Weiteren fahren täglich drei Regional-Express-Zugpaare mit weniger Zwischenhalten zwischen München Hbf und Mühldorf, von denen zwei nach Simbach durchgebunden werden.
Seit dem 15. Dezember 2013 halten in München Ost die Züge der Bayerischen Oberlandbahn, die auf der Bahnstrecke München–Rosenheim jeweils stündlich von München Hbf nach Salzburg und Kufstein verkehren. In der Hauptverkehrszeit wird durch zusätzliche Verstärkerzüge zwischen München und Kufstein sowie zwischen München und Traunstein teilweise ein Halbstundentakt hergestellt. Zudem setzt die Südostbayernbahn zu den Hauptverkehrszeiten einzelne direkte Regionalbahnen von München Ost über Grafing und Ebersberg nach Wasserburg am Inn ein.
| Linie                    | Strecke                                                                              | Taktfrequenz  |
| ------------------------ | ------------------------------------------------------------------------------------ | ------------- |
| RE4                      | München Hbf – München Ost – Mühldorf (– Simbach)                                     | einzelne Züge |
| RB40                     | München Hbf – München Ost – Markt Schwaben – Dorfen Bahnhof – Mühldorf               | Stundentakt   |
| RB48                     | (München Hbf –) München Ost – Grafing Bahnhof – Ebersberg – Wasserburg (Inn) Bahnhof | einzelne Züge |
| RE5                      | München Hbf – München Ost – Rosenheim – Traunstein – Freilassing – Salzburg Hbf      | Stundentakt   |
| RB54                     | München Hbf – München Ost – Grafing Bahnhof – Rosenheim – Kufstein                   | Stundentakt   |
| Stand: 13. Dezember 2020 |                                                                                      |               |

### S-Bahn München

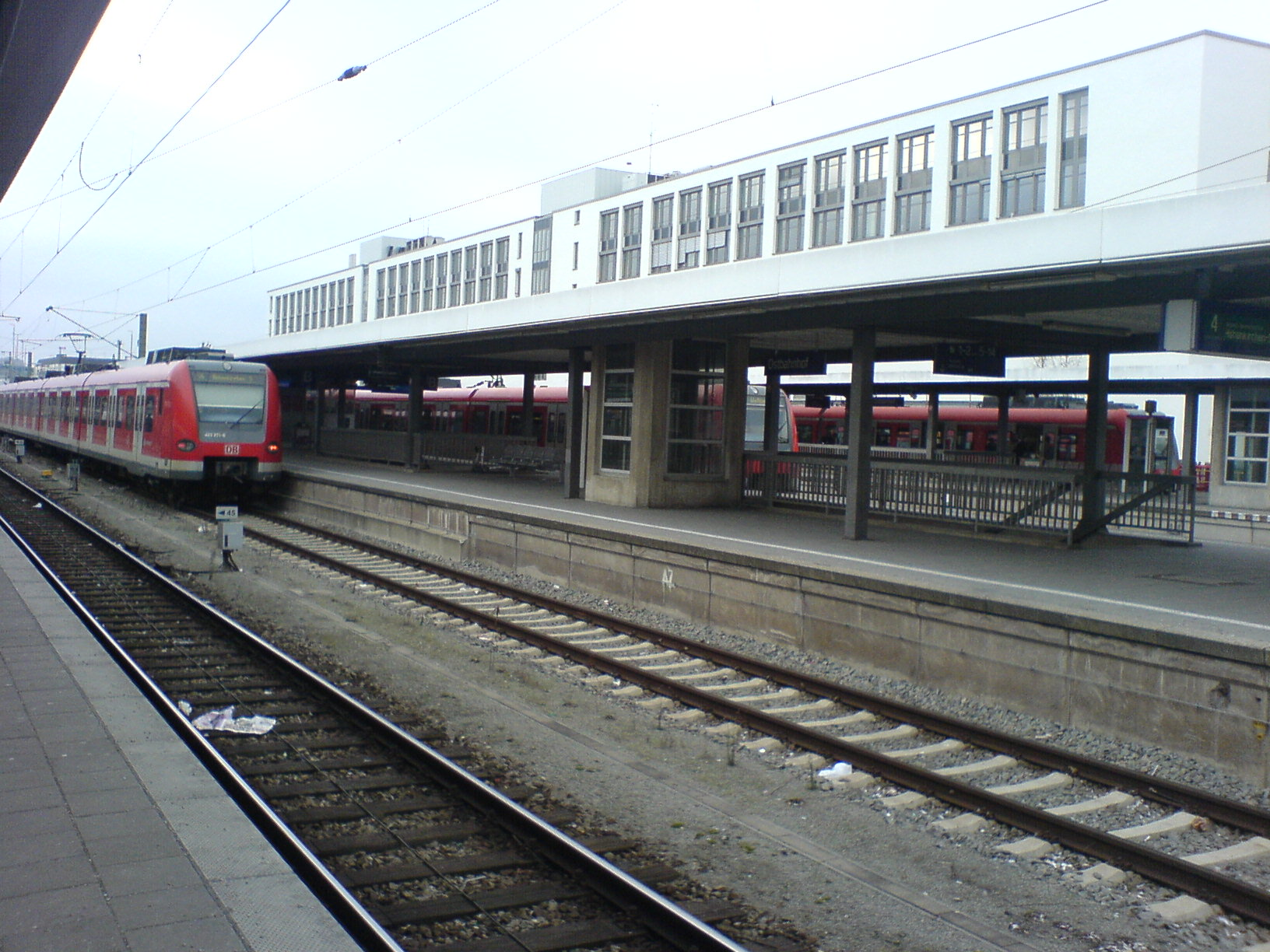
Blick auf die S-Bahnsteige

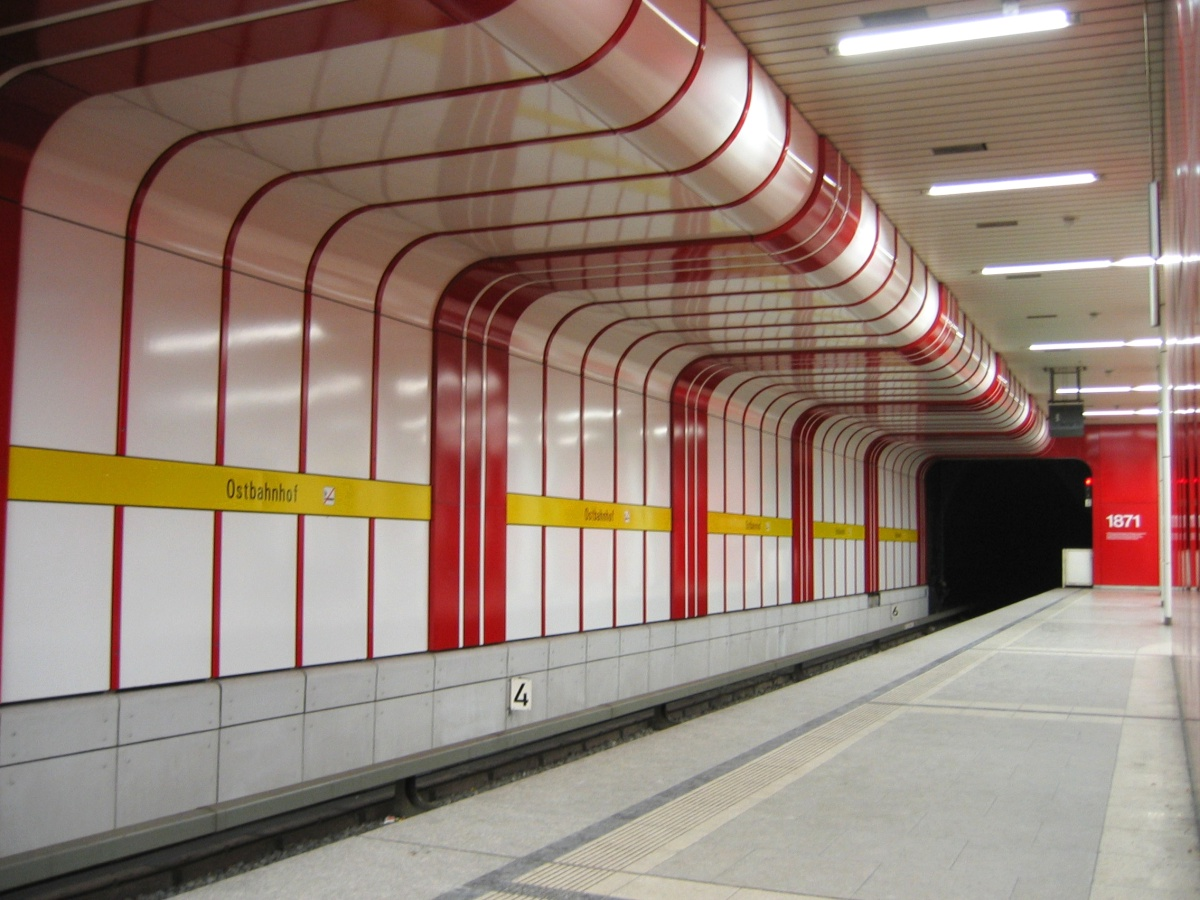
U-Bahnhof

Als Endpunkt des Stammstreckentunnels verkehren am Ostbahnhof alle S-Bahnlinien mit Ausnahme der Linien S 7 und S 20.
Der S-Bahnhof wurde im Rahmen des Takt-10-Projektes der S-Bahn München umgestaltet, um kreuzungsfreie Zugfahrten zu ermöglichen. Gleise 1 bis 3 führen stadteinwärts und Gleise 4 und 5 stadtauswärts.
Gleise 3 und 4 werden exklusiv für die Linien S 3 und S 5 genutzt, welche hier wenden. Diese beiden Linien verkehren von hier bis hinter Giesing im Linksverkehr; erst dort war genügend Platz für ein Überwerfungsbauwerk, das im Rahmen des zweigleisigen Ausbaus der Bahnstrecke München Ost–Deisenhofen erforderlich wurde.
Gleis 5 dient den Linien S 2, S 4, S 6 und S 8 zur Weiterfahrt Richtung Osten. Anders als die ebengenannten Linien dient der S 1 das Gleis 4 zur Weiterfahrt Richtung Leuchtenbergring, bzw. in manchen Fällen als Endhaltestelle. Züge dieser Linie kommen dann nach der Wende im Betriebswerk Steinhausen bzw. der Wendeanlage München Ost auf Gleis 2 an. Gleise 1 und 2 dienen weiterhin den Linien S 2, S 4, S 6 und S 8 zur Ankunft aus Osten und Weiterfahrt in die Innenstadt.
| Linie | Strecke | Taktfrequenz    |
| ----- | --- | --------------- |
| S1    | Freising – Pulling – Neufahrn / Flughafen München – Flughafen Besucherpark – Neufahrn – Eching – Lohhof – Unterschleißheim – Oberschleißheim – Feldmoching – Fasanerie – Moosach – Laim – Hirschgarten – Donnersbergerbrücke – Hackerbrücke – Hauptbahnhof – Karlsplatz (Stachus) – Marienplatz – Isartor – Rosenheimer Platz – Ostbahnhof – Leuchtenbergring | 20-Minuten-Takt |
| S2    | Petershausen – Vierkirchen-Esterhofen – Röhrmoos – Hebertshausen – Dachau / Altomünster – Kleinberghofen – Erdweg – Arnbach – Markt Indersdorf – Niederroth – Schwabhausen – Bachern – Dachau Stadt – Dachau – Karlsfeld – Allach – Untermenzing – Obermenzing – Laim – Hirschgarten – Donnersbergerbrücke – Hackerbrücke – Hauptbahnhof – Karlsplatz (Stachus) – Marienplatz – Isartor – Rosenheimer Platz – Ostbahnhof – Leuchtenbergring – Berg am Laim – Riem – Feldkirchen – Heimstetten – Grub – Poing – Markt Schwaben – Ottenhofen – St. Koloman – Aufhausen – Altenerding – Erding | 20-Minuten-Takt |
| S3    | Mammendorf – Malching – Maisach – Gernlinden – Esting – Olching – Gröbenzell – Lochhausen – Langwied – Pasing – Laim – Hirschgarten – Donnersbergerbrücke – Hackerbrücke – Hauptbahnhof – Karlsplatz (Stachus) – Marienplatz – Isartor – Rosenheimer Platz – Ostbahnhof – St.-Martin-Straße – Giesing – Fasangarten – Fasanenpark – Unterhaching – Taufkirchen – Furth – Deisenhofen – Sauerlach – Otterfing – Holzkirchen | 20-Minuten-Takt |
| S4    | Geltendorf – Türkenfeld – Grafrath – Schöngeising – Buchenau – Fürstenfeldbruck – Eichenau – Puchheim – Aubing – Leienfelsstraße – Pasing – Laim – Hirschgarten – Donnersbergerbrücke – Hackerbrücke – Hauptbahnhof – Karlsplatz (Stachus) – Marienplatz – Isartor – Rosenheimer Platz – Ostbahnhof – Leuchtenbergring – Berg am Laim – Trudering (– Gronsdorf – Haar – Vaterstetten – Baldham – Zorneding – Eglharting – Kirchseeon – Grafing Bahnhof – Grafing Stadt – Ebersberg) | 20-Minuten-Takt |
| S5    | Kreuzstraße – Großhelfendorf – Peiß – Aying – Dürrnhaar – Höhenkirchen-Siegertsbrunn – Wächterhof – Hohenbrunn – Ottobrunn – Neubiberg – Neuperlach Süd – Perlach – Giesing – St.-Martin-Straße – Ostbahnhof – Rosenheimer Platz – Isartor – Marienplatz – Karlsplatz (Stachus) – Hauptbahnhof – Hackerbrücke – Donnersbergerbrücke – Hirschgarten – Laim – Pasing (– Westkreuz – Neuaubing – Freiham – Harthaus – Germering-Unterpfaffenhofen – Geisenbrunn – Gilching-Argelsried – Neugilching – Weßling)                                                                                 | 20-Minuten-Takt |
| S6    | Tutzing – Feldafing – Possenhofen – Starnberg – Starnberg Nord – Gauting – Stockdorf – Planegg – Gräfelfing – Lochham – Westkreuz – Pasing – Laim – Hirschgarten – Donnersbergerbrücke – Hackerbrücke – Hauptbahnhof – Karlsplatz (Stachus) – Marienplatz – Isartor – Rosenheimer Platz – Ostbahnhof – Leuchtenbergring – Berg am Laim – Trudering – Gronsdorf – Haar – Vaterstetten – Baldham – Zorneding – Eglharting – Kirchseeon – Grafing Bahnhof – Grafing Stadt – Ebersberg | 20-Minuten-Takt |
| S8    | Herrsching – Seefeld-Hechendorf – Steinebach – Weßling – Neugilching – Gilching-Argelsried – Geisenbrunn – Germering-Unterpfaffenhofen – Harthaus – Freiham – Neuaubing – Westkreuz – Pasing – Laim – Hirschgarten – Donnersbergerbrücke – Hackerbrücke – Hauptbahnhof – Karlsplatz (Stachus) – Marienplatz – Isartor – Rosenheimer Platz – Ostbahnhof – Leuchtenbergring – Daglfing – Englschalking – Johanneskirchen – Unterföhring – Ismaning – Hallbergmoos – Flughafen Besucherpark – Flughafen München                                                                                | 20-Minuten-Takt |

### U-Bahn, Bus und Tram

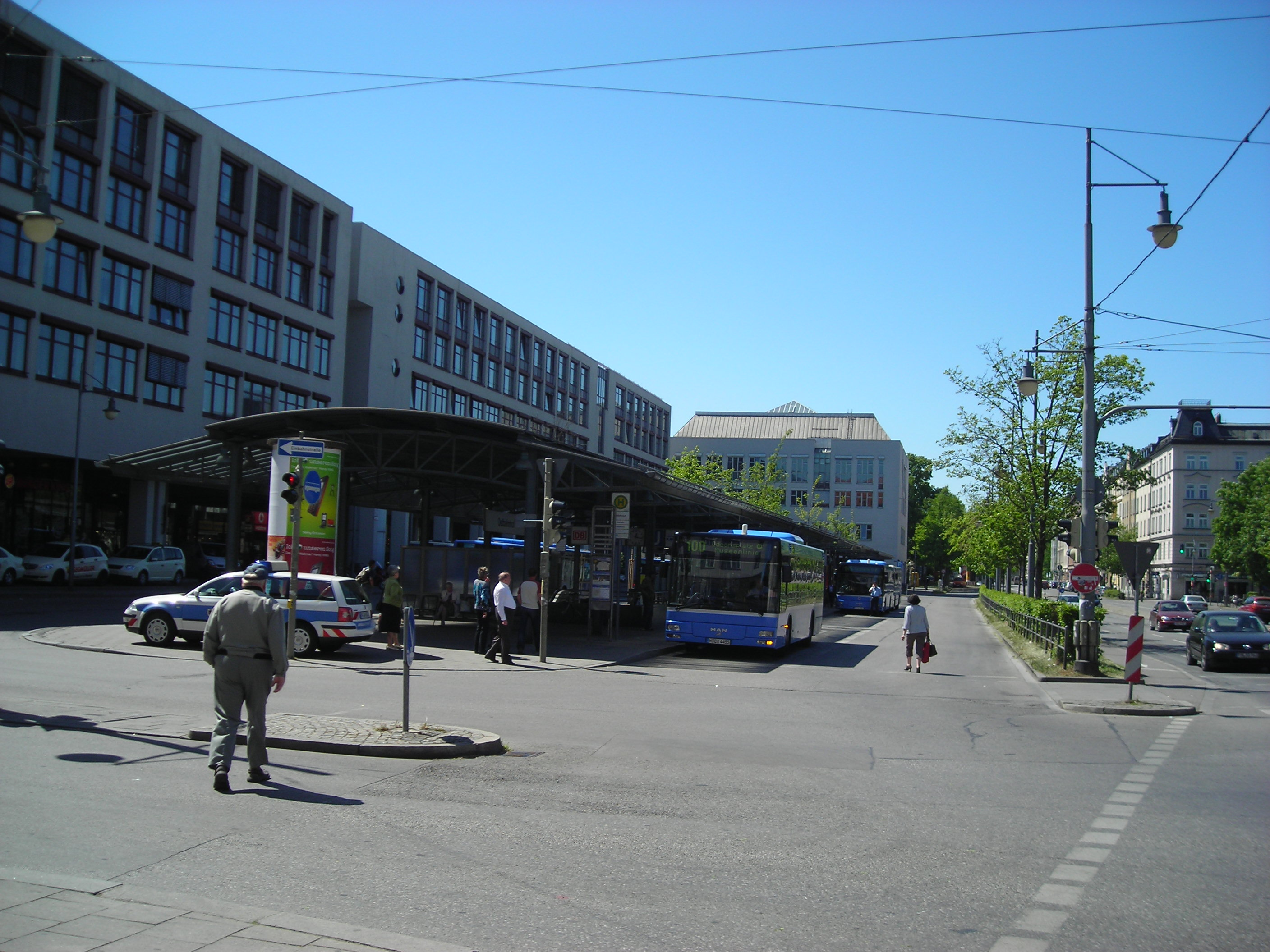
Busbahnhof

Im Jahre 1988 wurde der U-Bahnhof Ostbahnhof unter dem Orleansplatz nordwestlich des DB-Bahnhofs eröffnet. Er liegt an der aus der Innenstadt nach Neuperlach verlängerten U-Bahn-Linie U5. Gleichzeitig wurden der gesamte Orleansplatz und der Bahnhofsvorplatz umgestaltet. Es wurde u. a. ein neuer Busbahnhof errichtet, ein Brunnen installiert und die alte Straßenbahn-Wendeanlage abgebaut. Stand 2023 halten hier die U5, die Tramlinie 21, die städtischen Buslinien 54, 55, 58/68, 62, 100, 145, 149, 155 und X30, die Regionalbuslinie X200 sowie die Nachtbuslinien N43, N44, N45, N74 und N75. Die Buslinien 190 und 191 beginnen an der Haltestelle Ostbahnhof Friedenstraße auf der Rückseite des Bahnhofs.
Seit Mai 2024 hält zudem der DAV BergBus (Linie 396) Richtung Hinterthiersee am Ostbahnhof in der Friedenstraße. Die Buslinie wird nur während der Sommersaison am Wochenende bedient und liegt komplett im Tarifgebiet des MVV.
| Linie               | Linienverlauf |
| ------------------- | --- |
| U5                  | Laimer Platz – (670 m) – Friedenheimer Straße – (791 m) – Westendstraße – (806 m) – Heimeranplatz – (671 m) – Schwanthalerhöhe – (927 m) – Theresienwiese – (711 m) – Hauptbahnhof – (521 m) – Karlsplatz (Stachus) – (811 m) – Odeonsplatz – (933 m) – Lehel – (928 m) – Max-Weber-Platz – (1080 m) – Ostbahnhof – (1602 m) – Innsbrucker Ring – (982 m) – Michaelibad – (1708 m) – Quiddestraße – (778 m) – Neuperlach Zentrum – (764 m) – Therese-Giehse-Allee – (722 m) – Neuperlach Süd |
| Straßenbahnlinie 21 | Westfriedhof – Leonrodplatz – Hochschule München – Hauptbahnhof – Max-Weber-Platz – Ostbahnhof – Kreillerstraße – St.-Veit-Straße |

Mit Aufnahme des S-Bahn-Verkehrs im Jahre 1972 wurde der Ostbahnhof Umsteigeknoten zwischen den S-Bahnen und den Straßenbahnlinien 14 (von Osten aus Berg am Laim kommend), 24 (von Südosten aus Neuperlach und Ramersdorf kommend) sowie 21 (ab Ostbahnhof in die Innenstadt einsetzend). Im Jahre 1980 wurde die U-Bahn-Linie von der Innenstadt nach Neuperlach via Giesing eröffnet (damalige Bezeichnung: U8). Deshalb entfiel die Linie 24, eine direkte Fahrmöglichkeit vom Ostbahnhof nach Neuperlach war nun nicht mehr gegeben – bis zur Verlängerung der U5 im Jahre 1988. 1980 wurde auch die Straßenbahnlinie 14 anstelle der Linie 21 in die Innenstadt verlängert, so dass nurmehr eine statt bisher drei Straßenbahnlinien den Ostbahnhof bediente. Die Linie 14 wurde 1984 durch die Linie 19 ersetzt, die bis zum 7. Mai 2018 hier verkehrte. Seit Oktober 2018 fährt die Trambahn 21. In der Nacht fährt weiterhin die Linie N19. Die ab 1980 nicht mehr benötigte Wendeanlage der Straßenbahn wurde im Zuge der Ausschachtung des U-Bahnhofs abgebaut.

## Einrichtungen

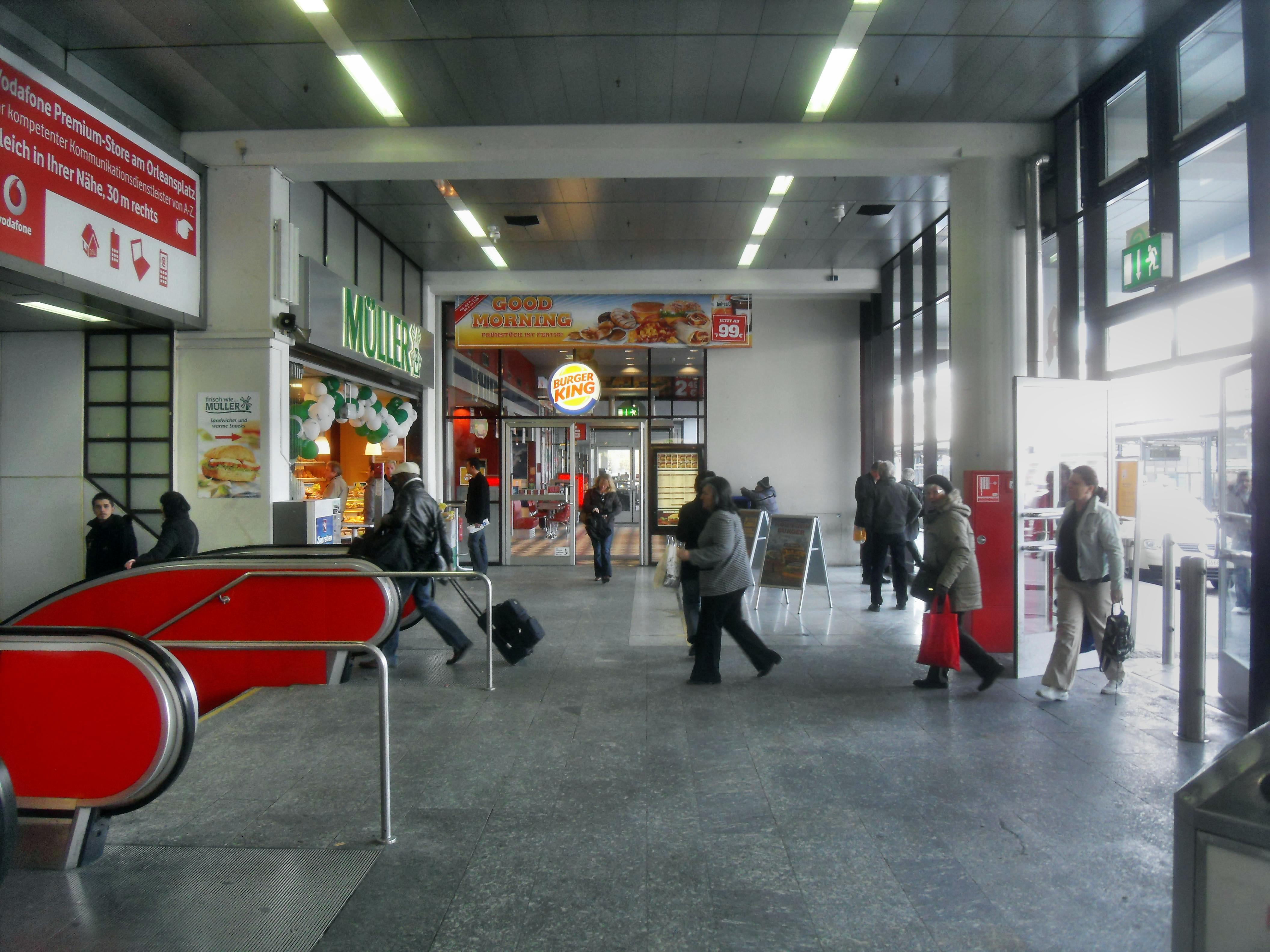
Die Empfangshalle des Bahnhofs München Ost

### Dienstleistungen
Im ersten Untergeschoss befindet sich das S-Bahn-Kunden-Center Ostbahnhof sowie ein Reisezentrum der Deutschen Bahn. Fast die gesamte Gebäudefront, die zum Orleansplatz hin ausgerichtet ist, ist als Arkadengang ausgestaltet, vor dem sich Taxistandplätze und kostenpflichtige Kurzzeitparkplätze befinden. Ein großer Teil des Hauptgebäudes wird von der Landeshauptstadt München als Sozialreferat (unter anderem Teile des Stadtjugendamtes und ein Sozialbürgerhaus) genutzt. Die Eingänge sind im EG und 1. UG zu suchen.

### Geschäfte
Es gibt etwa 20 Läden im Ostbahnhof, die meisten davon in der Einkaufspassage im ersten Untergeschoss. Des Weiteren befinden sich einige Geschäfte im Erdgeschoss des Hauptgebäudes und am hinteren Ausgang zur Friedenstraße. Die Geschäfte sind zumeist auch sonn- und feiertags geöffnet. Neben dem Einzelhandel sind vor allem gastronomische Betriebe vertreten. Es gibt zahlreiche Verkaufsautomaten, z. B. für Fahrkarten, Süßigkeiten, Getränke, Passfotos, Zigaretten und Guthabenkarten für Handys.

#### Vorplatz
Vom Haupteingang gesehen befindet sich rechts vom Vorplatz eine Filiale des Discounters Lidl. Nach einer halben Umrundung des Gebäudes gelangt man zu einer Filiale von Post und Postbank. In den Obergeschossen dieses Hauses, von der Orleanstraße aus zugänglich, residiert ein Bürgerbüro der Stadtverwaltung, ehemals Meldestelle genannt.
Busbahnhof und Orleansplatz galten lange Zeit als Münchens größter Treffpunkt für soziale Randgruppen und Konsumenten illegaler Drogen. Nach heftigen Diskussionen – und gegen den Willen des zuständigen Bezirksausschusses – wurden im April 2007 am Orleansplatz flächendeckend Überwachungskameras angebracht und zugleich mit einer massiven Präsenz von Polizeistreifen gegen die sich dort aufhaltenden Personen vorgegangen. Nachdem der Kontaktladen off in der Orleansstraße geschlossen wurde, sind die so empfundenen Problemgruppen größtenteils aus dem Straßenbild rund um den Ostbahnhof verschwunden. Die Kameras wurden ebenfalls wieder entfernt.
Seitlich neben dem Bahnhof hat die S-Bahn München ihren Hauptsitz, die im nahe gelegenen Stadtteil Steinhausen auch ihr Betriebswerk unterhält.

## Rezeption
Um 1920 malte der italienischstämmige Münchener Maler Eugenio Tomasi (1873–1969) den Ostbahnhof. Sein Werk befindet sich heute im Münchner Stadtmuseum.